# Het Geheime Pad
Het Geheime Pad (Engels:The Secret Path) is het eerste deel uit de jeugdboekenserie Spookermonde van de Amerikaanse auteur Christopher Pike. Het verscheen op 1 oktober 1995 in de Verenigde Staten en werd in 1996 vertaald in het Nederlands.

## Verhaal
Kort nadat Adam met zijn ouders van Kansas City naar Hoogermonde is verhuisd, ontmoet hij Sally. Zij vertelt hem dat Hoogermonde ook wel Spookermonde genoemd wordt. Dat wordt bevestigd door haar vriend Watch en de drie gaan samen op zoek naar het Geheime Pad naar andere dimensies. Op hun tocht worden ze geconfronteerd met reusachtige vleermuizen en spinnen, maden, mieren en andere angstaanjagende zaken zoals zwarte ridders en een heks die poppen maakt van kinderen.

## Personages
In dit eerste deel uit de 24 delen tellende serie worden drie van de vijf hoofdfiguren voorgesteld. 
- Adam Freeman
- Watch
- Sara Wilcox